# Ministry of Sound
Ministry of Sound (spesso abbreviato in MoS) è una discoteca ed etichetta discografica con sede a Londra.

## Discoteca
La discoteca è stata fondata da James Palumbo, Humphrey Waterhouse e Justin Berkmann; apre per la prima volta il 21 settembre 1991.
Situata nella zona di Elephant and Castle, distante dalla zona centrale di Londra e quindi lontana dagli altri locali e discoteche, il MoS è però sempre stata al centro dell'attenzione dei più grandi Dj internazionali di musica dance, house e trance. La discoteca è composta da due ampie sale che, specialmente di venerdì e di sabato, sono teatro di lunghe performance live da parte di famosi Dj. Il Box ha una capienza di 600 persone e diverse aree più piccole in tutto il club.

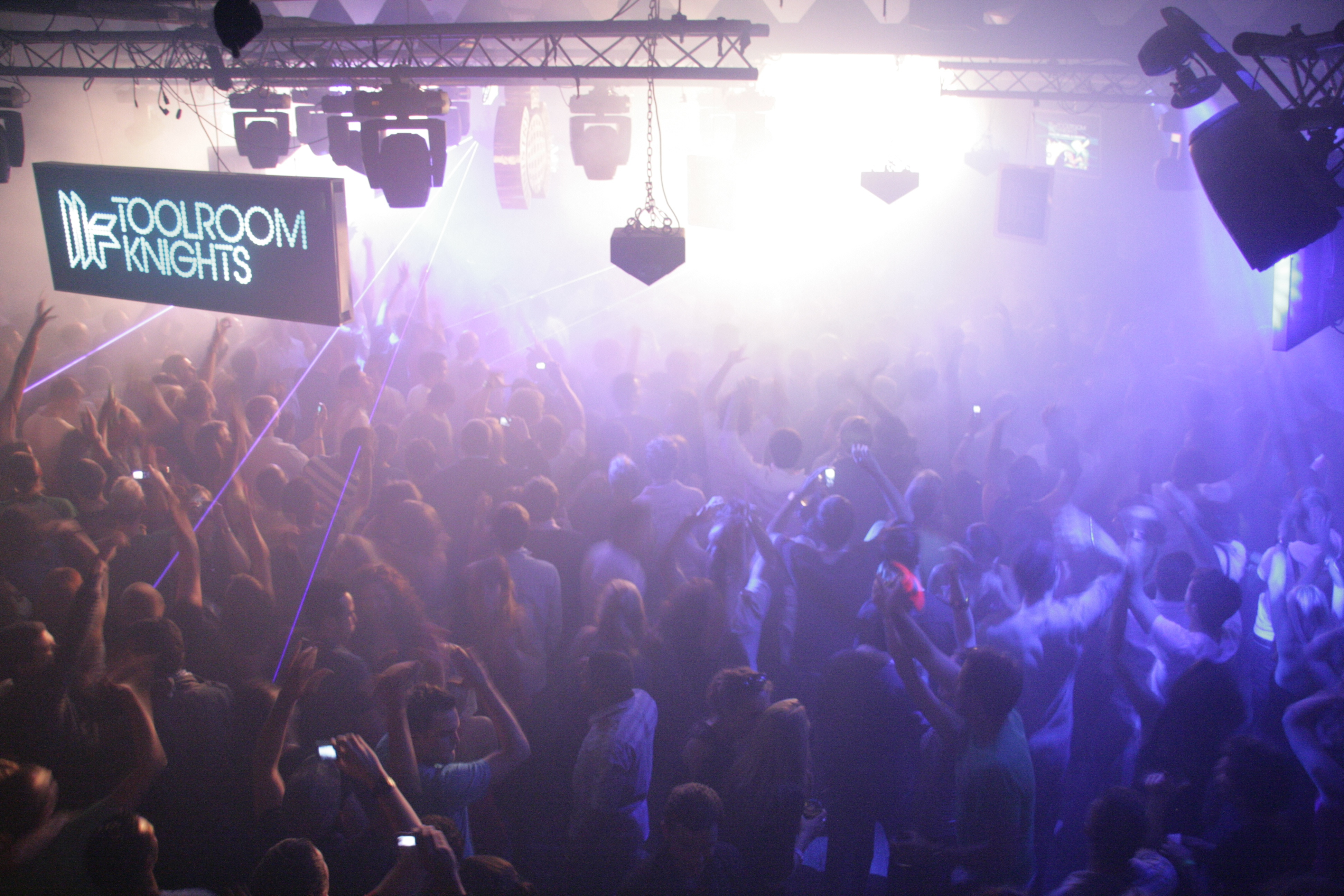
Dancefloor della discoteca, durante un evento della Toolroom Records di Mark Knight.

Nel corso degli anni sono nate nuove sedi del Ministry of Sound in varie parti del mondo, in particolar modo in Asia:
- Ministry of Sound Egypt in Egitto.
- Ministry of Sound Bangkok a Bangkok, in Thailandia; è stata la prima discoteca MoS aperta all'estero, chiusa però nel 2003.
- Ministry of Sound Taipei a Taipei, in Taiwan; aperta il 25 marzo 2004, oggi chiusa.
- Ministry of Sound Singapore a Singapore; inaugurata il 16 dicembre 2005 e chiusa il 6 ottobre 2008 a causa di dispute legali dovute ai diritti del franchising.
- Ministry of Sound New Delhi a New Delhi, in India; aperta il 9 febbraio 2007, oggi chiusa.
- Euphoria by Ministry of Sound in Subang Jaya in Malaysia; inaugurata il 2 luglio 2008.
- Ministry of Sound Shanghai, a Shanghai, in Cina.
- Ministry of Sound Melbourne, aperta nel 2010.

## Etichetta discografica
Ministry of Sound è anche una etichetta discografica che pubblica in particolare compilation e raccolte di musica dance, house e trance, mixate da famosi Dj. Nel gennaio 2006 il MoS ha acquisito l'etichetta discografica inglese Hed Kandi.
Le più famose compilation edite dal MoS sono:
- The Annual
- Back To The Old Skool
- Big Tunes
- Chillout Sessions
- Classic Trance Nation
- Club Files
- Club Nation
- Clubbers Guide
- Classics
- Dance Nation
- Electro House Sessions
- Funky House Sessions
- Hard NRG
- House Nation
- Housexy
- Ibiza Annual
- Mashed
- Maximum Bass
- The Mash Up Mix
- The Politics of Dancing
- Rewind